# HMS Warrior (1860)
HMS Warrior («Уорриор») (англ. Warrior — «Воин») — броненосный фрегат британского королевского флота, первый в мире цельнометаллический броненосец для плавания в открытом море, спущенный на воду 29 декабря 1860 года. Дал название типу бронированных кораблей; два месяца спустя на воду был спущен второй броненосец этого типа — «Чёрный принц». С 16 июня 1987 года в качестве корабля-музея находится на постоянной стоянке в Портсмуте.

## Строительство
«Уорриор» был задуман в противовес французскому броненосцу «La Gloire», заложенному 4 марта 1858 года в Тулоне. Чуть больше, чем через год, 25 мая 1859 года, судостроительная компания «Thames Ironworks and Shipbuilding and Engineering» на своей лондонской верфи приступила к строительству «Уорриор», первого в мире цельнометаллического броненосца, предназначенного для плавания в открытом море. Однако следует отметить, что французский броненосец «La Couronne» был заложен раньше, чем «Уорриор», и тоже был цельнометаллическим, но из-за ряда задержек был спущен на воду позже.
Из-за морозов в конце декабря 1860 года оказался затруднительным спуск судна на воду — «Уорриор» примёрз к слипам стапелей на верфи. Тем не менее 29 декабря спуск судна произвели. К 24 октября 1861 года броненосец был полностью готов. Общая стоимость корабля составила 357 291 фунт стерлингов (эквивалентно 23 млн фунтов в 2006 году).

### Вооружение
Согласно проекту, вооружение «Уорриора» должно было состоять из сорока стандартных 68-фунтовых (203-миллиметровых) гладкоствольных пушек. Еще в ходе постройки вооружение решено было пересмотреть, так как 68-фунтовые пушки были бесполезны против неприятельских броненосцев, рассматривающихся уже как основная угроза.
В результате вооружение корабля на момент вступления в строй состояло из двадцати шести 68-фунтовых гладкоствольных пушек и десяти 110-фунтовых (178-миллиметровых) нарезных казнозарядных орудий Армстронга. На эти новейшие мощные пушки возлагались большие надежды, которые, однако, они оказались не в состоянии оправдать; ранние казнозарядные орудия Армстронга оказались полностью неудачны. Их примитивные винтовые затворы оказались не в состоянии выдерживать нормальный пороховой заряд, и стрельба из них велась только уменьшенными зарядами, что делало эти пушки бесполезными в бою с броненосными кораблями. При этом, даже с уменьшенным зарядом, 110-фунтовые орудия Армстронга были опасны и часто разрывались. Точность их также оказалась ниже всякой критики. В результате вооружение «Уорриора» оказалось слабым и не соответствовало требованиям времени.
Чтобы решить эту проблему, британское адмиралтейство заказало Вулвичскому арсеналу разработку более простых и надежных дульнозарядных нарезных орудий. Эти работы увенчались полным успехом, и в 1867—1868 годах броненосцы типа «Уорриор» были перевооружены на двадцать восемь 7-дюймовых (178-мм) нарезных дульнозарядных орудий и четыре 8-дюймовые (203-мм) нарезные дульнозарядные пушки.

### Бронирование
«Уорриор» имел цитадельное бронирование: его броня прикрывала только центральную часть корпуса, защищая машины и артиллерийскую батарею. Броневая цитадель была полностью защищена до верхней палубы, с торцевых частей её прикрывали броневые траверзы. Общая высота броневого пояса составляла 6,7 метров, из которых 1,8 находились ниже ватерлинии.
Бронирование состояло из кованых железных плит толщиной 114 миллиметров каждая. Плиты были установлены на деревянной подкладке из тика, толщиной 410 миллиметров; в необходимости подобной подкладки британцы убедились на основании практических опытов. Стыки бронеплит по краям соединялись «в замок», однако это решение, хорошее в теории, оказалось ошибочным. Попадающие в стык плит ядра могли привести к растрескиванию плит и их разрушению, а быстрая замена повреждённой плиты была невозможна. Более подобное решение не применялось.
На момент спуска на воду броня корабля была практически неуязвима для корабельной артиллерии того времени, однако существенным недостатком было то, что она прикрывала лишь 220 из 420 футов общей длины борта, оконечности же корпуса оставались ничем не защищены, так что теоретически корабль можно было пустить ко дну и не пробив ни одной из его толстых броневых плит. Хуже того — голова руля, румпель и рулевой привод также не были защищены. Чтобы в какой-то степени компенсировать это, корабль был разделён на 92 изолированных отсека — 35 в трюме и 57 в двойном дне в районе машинного отделения и погреба для боеприпасов.

### Силовая установка
В движение корабль приводился с помощью 5 267-сильной горизонтальной паровой машины, снабжаемой паром от 10 котлов. 850 тонн угля, максимальное количество загружаемое на борт, хватало на 2100 миль плавания. Кроме паровой машины на судне было также полное парусное вооружение с площадью парусов 4500 м². При ходе под парусами, для уменьшения сопротивления воздуху и воде, технически предусматривалась возможность убирать обе трубы и гребной винт в корпус корабля. 35-тонный винт снимался с гребного вала и поднимался в колодец на корме судна.
На пробах «Уорриор» показал себя недостаточно маневренным из-за большой длины корпуса. Диаметр циркуляции на полном ходу превосходил 900 метров, и даже на малых оборотах машины составлял более 500 метров.

## Эксплуатация
«Уорриор» никогда не участвовал в сражениях, хотя на момент постройки броненосец был самым большим и самым мощным военным кораблём в мире. В 1869 году «Уорриор», «Чёрный принц» и фрегат «Terrible» участвовали в буксировке корабельного плавучего дока от Мадейры к Бермудским островам. Плавание длилось 39 дней.
Быстрое развитие кораблестроения во второй половине XIX века привело к тому, что в течение 10 лет «Уорриор» (как и однотипный ему «Чёрный принц») технически устарел. 1 апреля 1875 года он был переведён в резервный флот, 31 мая 1883 года броненосец прекратил свою службу как боевой корабль, с него было снято артиллерийское вооружение и мачты, а трюмы стали использоваться под склады. В 1902—1904 годах он был приписан к одной из крейсерских флотилий как депо для хранения боеприпасов и топлива, а в 1904 году был передан на военно-морскую базу в Портсмуте для торпедной школы «Vernon» и переименован в «Vernon III», в это время как судно он не использовался, лишь его паровая машина была в эксплуатации для выработки электроэнергии и пара.
В 1925 году корабль планировалось продать на металлолом, но снижение спроса и, соответственно, цены на лом спасло бывший броненосец от уничтожения. В 1929 году он был передан на одну из верфей в Уэльсе, ещё раз переименован в «Oil Fuel Hulk C77» и в течение последующих 50 лет использовался как плавучий заправщик.

## Реставрация
Реставрация корабля началась 3 сентября 1979 года, планировавшиеся работы оценивались в 8 млн фунтов. Реставрация началась с очистки корабля от мусора и грязи, которых было вывезено около 80 тонн. Полностью был восстановлен внешний и внутренний вид, изготовлены новые мачты и такелаж. Работы были завершены в 1984 году. Броненосец вновь получил своё изначальное название и с 16 июня 1987 года в качестве корабля-музея находится на постоянной стоянке в Портсмуте.